# Bulbophyllum forrestii
Bulbophyllum forrestii là một loài phong lan thuộc chi Bulbophyllum.